# افکس توئین
ریچارد دیوید جیمز (به انگلیسی: Richard David James) (زادهٔ ۱۸ اوت ۱۹۷۱) که بیشتر با نام مستعار افکس توئین (به انگلیسی: Aphex Twin) شناخته می‌شود، یک موسیقی‌دان الکترونیک و آهنگساز بریتانیایی زادهٔ ایرلند است. او در سال ۱۹۹۱ به همراه گرانت ویلسون-کلاریج ناشر موسیقی رفلکس رکوردز را بنیان نهاد. او از سوی گاردین با عنوان «مبتکرترین و تأثیرگذارترین چهره در موسیقی الکترونیک معاصر» توصیف شده‌است.
افکس توئین همچنین با نام‌های مستعار ای‌اف‌اکس، بلو کالکس، بردلی استرایدر، کاستیک ویندو، دی‌جی اسموجفیس، جی‌ای‌کی، مارتین ترسایدر، پلیگون ویندو، پاور-پیل، پریچارد دی جمز، کیو-چاستیک، تاهناییا راسل، ده دایس من، سویت-پی‌پی، و به طور نظری ده تاس نیز موسیقی تهیّه کرده‌است.
افکس توئین تاکنون آثارش را به‌وسیلهٔ ناشرهای رفلکس، وارپ، آر اند اس، سایر، مایتی فورس، ربیت سیتی، و من رکوردز منتشر کرده‌است.

## آلبوم‌های استودیویی

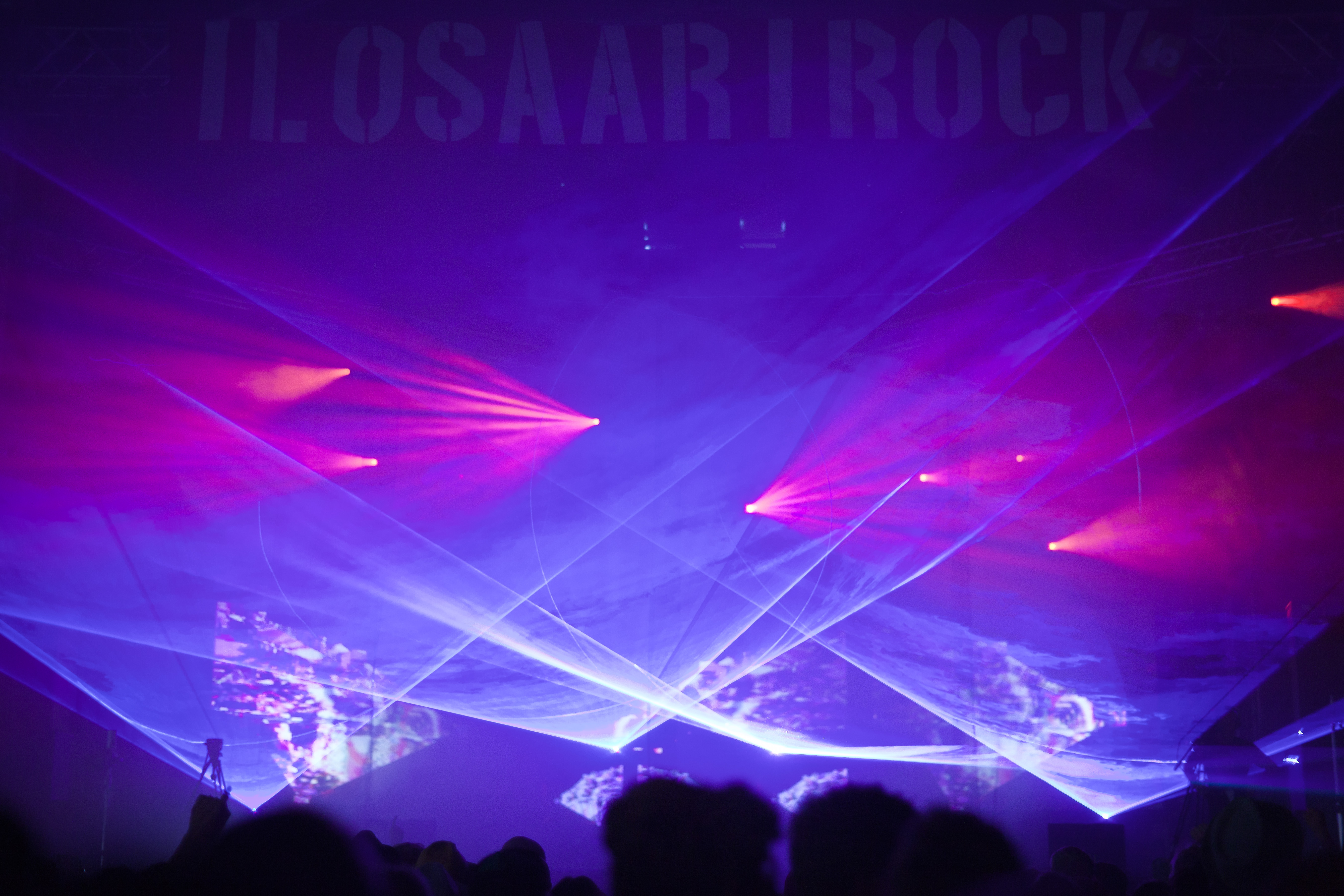

- کارهای امبینت برگزیده ۹۲-۸۵ (۱۹۹۲)
- کارهای امبینت برگزیده جلد دو (۱۹۹۴)
- …من مراقبت می‌کنم زیرا تو می‌کنی (۱۹۹۵)
- آلبوم ریچارد دی جیمز (۱۹۹۶)
- دراکس (۲۰۰۱)